# Bács-Bodrog
Bács-Bodrog  (Duits: Komitat Batsch-Bodrog)  was een historisch comitaat in het zuiden van het koninkrijk Hongarije. Dit comitaat bestond vanaf 1802 tot 1950 in zijn historische context, gebaseerd op twee eerdere comitaten: Bács en Bodrog  die bestonden sinds de 11e eeuw en die een tijd ophielden te bestaan, nadat de Ottomanen het gebied in de zestiende eeuw veroverden en deel lieten uitmaken van het  nieuwe Sandjak Szegedin tot 1699, toen de comitaten weer werden heropgericht. Het in 1802 gefuseerde comitaat Bács-Bodrog verdween weer tussen 1849 en 1860 en werd het gebied, een nieuw Oostenrijks kroonland, om de Hongaren te straffen voor de Hongaarse Revolutie van 1848, genaamd Vojvodschap Servië en Temesbanaat. Na 1860 bestond het comitaat  Bács-Bodrog tot 1920 weer, na het verdrag van Trianon kwam het gebied aan het toen opgerichte fusiekoninkrijk van de Zuid-Slaven, het Koninkrijk der Serven, Kroaten en Slovenen, later bekend als Joegoslavië. Van dit historisch comitaat liggen de noordelijke gebieden nog steeds in Hongarije en het midden en zuiden in Servië, meer specifiek in Vojvodina. Het kasteel waar het gebied naar vernoemd is Fort van Bač / Bács / Batsch ligt in het zuiden van het comitaat en is het best bewaarde fort van Vojvodina.

## Ligging

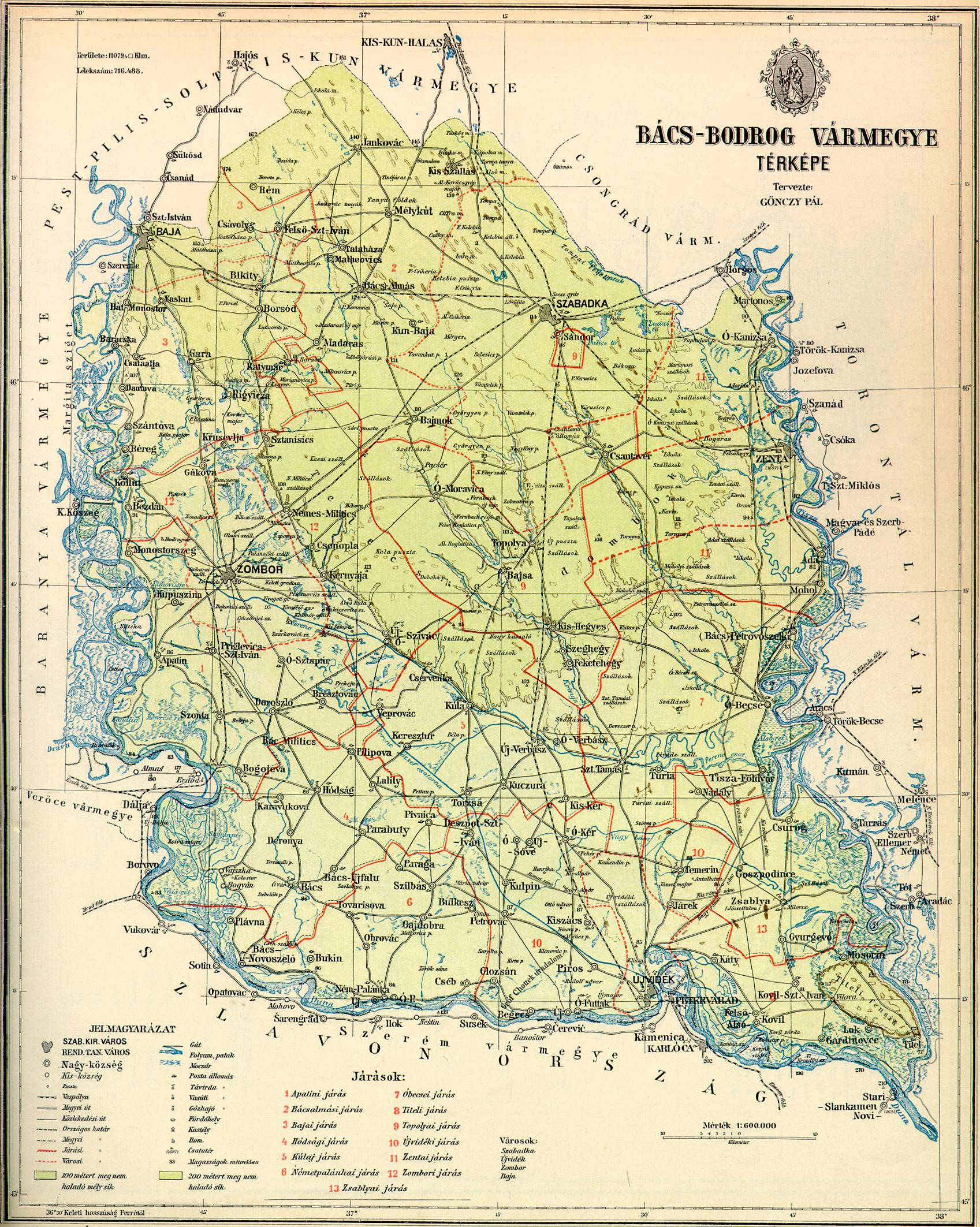
Kaart van het comitaat in 1890

Het comitaat grensde aan de Kroatische-Slavonische comitaten Syrmië en Virovitica (Verőce), de Hongaarse comitaten Baranya, Pest-Pilis-Solt-Kiskun, Csongrád en Torontál. De Donau vormde de zuidelijke en het grootste deel van de westelijke grens op een stuk van het riviertje de Sirdok na en de oostgrens werd door de Tisza (Theiß / Tisa) begrenst. Het had vlak landschap, wegens de  rivierdalen van de verschillende rivieren. In het gebied lagen ook enkele meren. Het comitaat was grotendeels een deltagebied en moerassig. Verder liepen er enkele kleinere rivieren door het gebied. Het gebied was uiterst vruchtbaar in tarwe, die op grote schaal werd geëxporteerd, wijn, tabak en rijk aan vee, wild en vis. Hout was er echter weinig te vinden.

## Districten
| Stoeldistrict         | Hoofdplaats                                          |
| --------------------- | ---------------------------------------------------- |
| Apatin                | Apatin                                               |
| Bácsalmás             | Bácsalmás                                            |
| Baja                  | Baja / Frankenstadt                                  |
| Hódság                | Hódság, het huidige Odžaci / Hodschag                |
| Kúla                  | Kúla, het huidige Kula / Wolfsburg                   |
| Óbecse                | Óbecse, het huidige Bečej / Altbetsche               |
| Palánka               | Bácspalánka, het huidige Bačka Palanka / Plankenburg |
| Titel                 | Titel                                                |
| Topolya               | Topolya, het huidige Bačka Topola                    |
| Újvidék               | Újvidék, het huidige Novi Sad / Neusatz an der Donau |
| Zenta                 | Zenta, het huidige Senta                             |
| Zombor                | Zombor, het huidige Sombor                           |
| Zsablya (Józseffalva) | Zsablya, het huidige Žabalj / Josefsdorf             |
| Stadsdistrict         |                                                      |
| Baja                  | Baja / Frankenstadt                                  |
| Szabadka              | Szabadka, het huidige Subotica / Maria-Theresiopel   |
| Újvidék               | Újvidék, het huidige Novi Sad / Neusatz an der Donau |
| Zombor                | Zombor, het huidige Sombor                           |

De zuidelijke en middelste districten liggen tegenwoordig  in Servië, de noordelijke districten zijn nog steeds onderdeel van Hongarije en maken deel uit van het in 1950 opgerichte comitaat Bács-Kiskun, dat bestaat uit delen van de historische comitaten Bács-Bodrog en het zuidelijke deel van Pest-Pilis-Solt-Kiskun. De Hongaarse deelgebieden zijn de stad Baja en het gelijknamige district, het district Bácsalmás en het noorden van het district Szabadka / Subotica / Maria-Theresiopol. 